# Isadore Klein
Isadore Klein também conhecida por Izzy Klein (12 de outubro de 1897 – 1986), foi uma cartunista e animadora estado-unidense. Trabalhou no estúdio International Film Service de William Randolph Hearst e a partir da segunda metade da década de 1930 para o estúdio de Walt Disney.